# اسلواک ایرلاینز
اسلواک ایرلاینز (انگلیسی: Slovak Airlines) شرکت هواپیمایی اسلواک است، که در سال ۱۹۹۵ تأسیس شد.